# Relaciones El Salvador-España

Las relaciones El Salvador-España son las relaciones diplomáticas entre la República de El Salvador y el Reino de España. Sus relaciones bilaterales son muy sólidas y sus lazos de amistad se han consolidado. Ambos países son miembros de pleno derecho de la ABINIA, la ASALE, el CAF, la CEPAL, el CERLALC, la COMJIB, la COPANT, la FELABAN, la Fundación EU-LAC, el IICA, el OIJ, la OISS, la OEI, la ONU y la SEGIB. También comparten su pertenencia al sistema de Cumbres Iberoamericanas. 

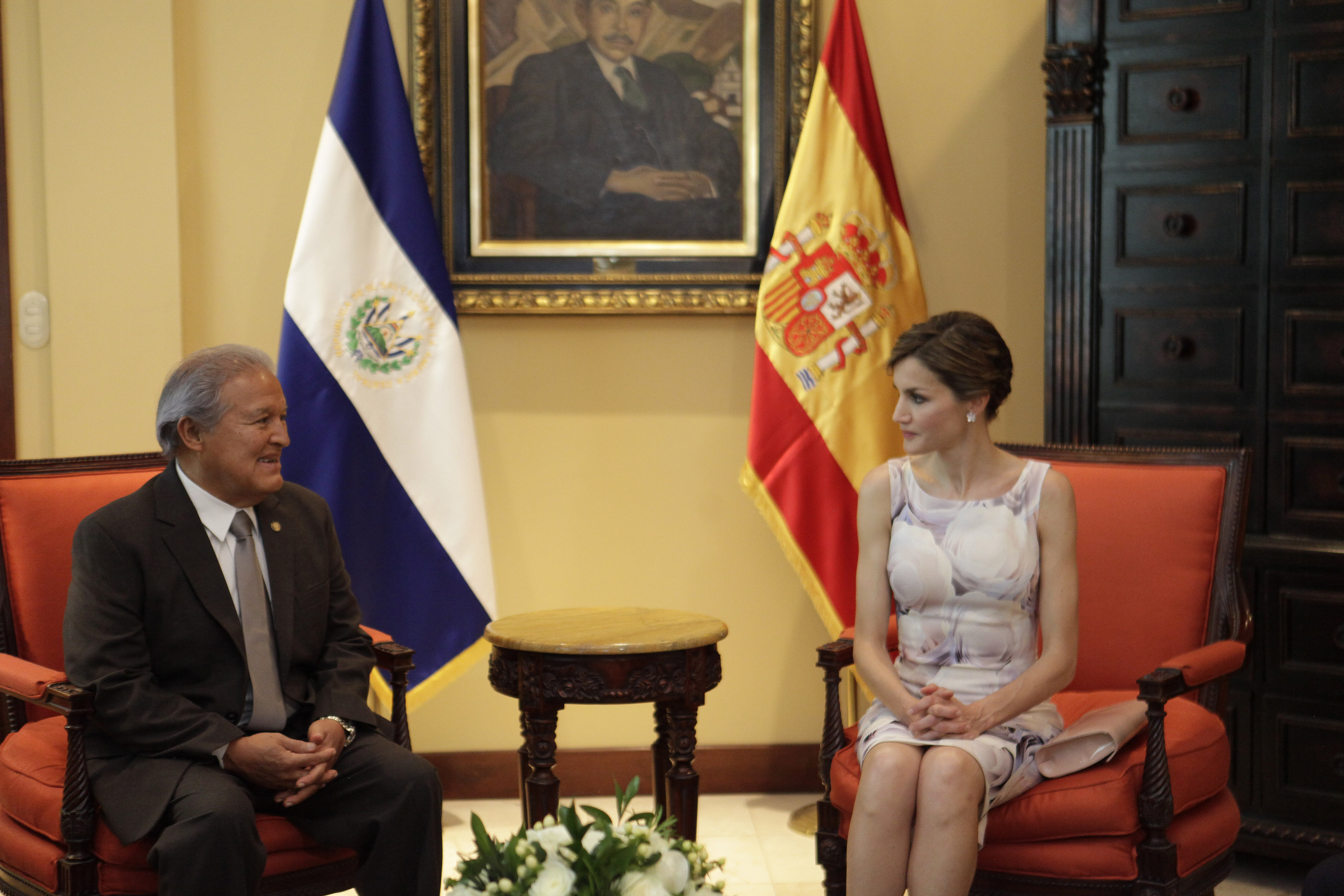
El presidente salvadoreño Salvador Sanchez Cerén junto con la Reina de España Letizia Ortiz, 2015.

## Historia

### Era colonial
El 31 de mayo de 1522 el español Andrés Niño, a la cabeza de una expedición, desembarcó en la isla de Meanguera en el (golfo de Fonseca); y posteriormente descubrió la bahía de Jiquilisco y la desembocadura del río Lempa. Descubriendo de esta manera el territorio salvadoreño. En 1524, el explorador y conquistador español Pedro de Alvarado lanzó una campaña contra el pueblo pipil, los habitantes nativos de Cuzcatlán (hoy El Salvador). Para 1528, las tropas españolas derrotaron a los guerreros pipiles y establecieron una presencia permanente en la actualidad San Salvador.
El territorio de El Salvador pronto se convirtió oficialmente en parte del Imperio español bajo el Virrey de Nueva España con sede en la Ciudad de México y administrado por la Capitanía General de Guatemala en Santiago de Guatemala. Para la mayor parte de la colonización española, el territorio fue descuidado en su mayoría. La mayor parte de la tierra producía  cacao, café e índigo.
En los años que siguieron a la conquista, los españoles introdujeron animales y cultivos europeos en el territorio de El Salvador. Hubo un gran esfuerzo para inculcar la cultura y la religión de los conquistadores a los indígenas. Las órdenes religiosas, en especial los franciscanos y dominicos, colaboraron con el Imperio español en el proceso de evangelización. Se estableció el sistema de la encomienda, para controlar a la población nativa. Este sistema fue la recompensa que recibió cada conquistador por su servicio a la Corona.

### Independencia
En noviembre de 1811, los líderes del movimiento de independencia José Matías Delgado, un sacerdote católico, y su sobrino, Manuel José Arce hicieron un llamado a la independencia de España. Debido al movimiento, se produjeron varios levantamientos en todo el territorio, que fueron rápidamente reprimidos por las autoridades españolas. En 1821, el llamado a la independencia fue respaldado por funcionarios en Guatemala, sin embargo, El Salvador se opuso a que su territorio fuera incorporado al Imperio Mexicano bajo el Emperador Agustín de Iturbide. Debido a este problema, El Salvador buscaba ser anexado por los Estados Unidos cuando en 1823, el Imperio mexicano colapsó y El Salvador se unió a Guatemala, Honduras, Costa Rica y Nicaragua  en la articulación de la República Federal de Centro América. La unión se disolvió en 1839.

### Post independencia

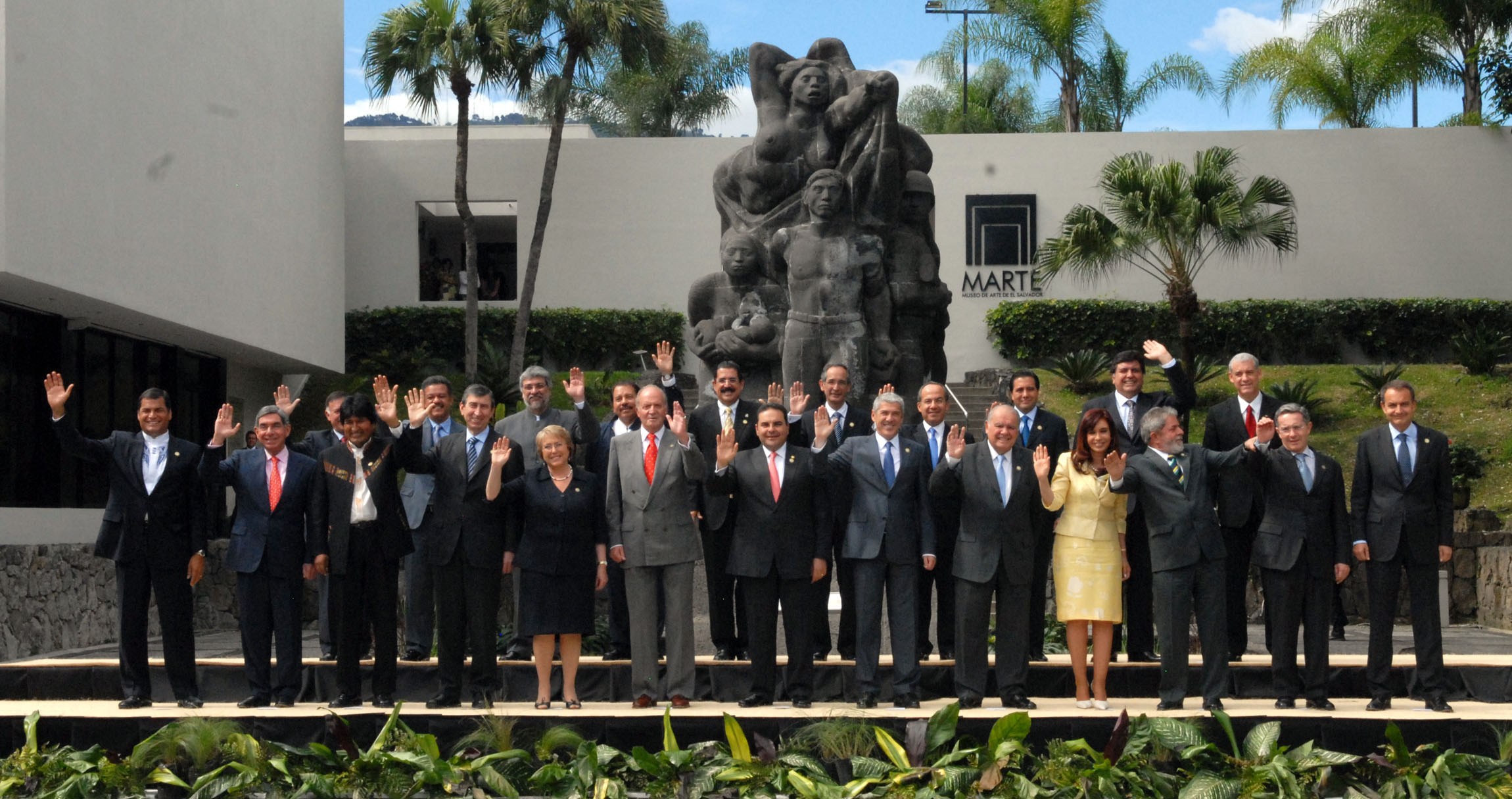
Rey Juan Carlos I de España y el presidente del Gobierno español José Luis Rodríguez Zapatero asistiendo a la Cumbre Iberoamericana en San Salvador; 2008.

El 24 de junio de 1865, El Salvador y España establecieron relaciones diplomáticas y firmaron un Tratado de Paz y Amistad. En 1936, El Salvador, bajo el mando del General Maximiliano Hernández Martínez, reconoció al gobierno del General Francisco Franco. Como parte de esa buena sintonía, el 18 de agosto de 1950 se eleva a la categoría de Embajada la Representación diplomática de España en San Salvador, y el 21 de marzo de 1955 en la residencia del Embajador de España en San Salvador, Miguel Teus y López, se fundó a su vez el Instituto Salvadoreño de Cultura Hispánica, con el exministro de Asuntos Exteriores, Julio Enrique Ávila, como primer presidente (1955-1963).En 1977, los reyes españoles, Juan Carlos I y Sofía de Grecia, realizaron una visita oficial a El Salvador.
Durante la guerra civil de El Salvador de 1979-1992, España desempeñó un papel activo en el intento de encontrar una solución pacífica al conflicto entre el gobierno y el Frente Farabundo Martí para la Liberación Nacional (FMLN). En noviembre de 1989, cinco sacerdotes españoles fueron asesinados en la Universidad Centroamericana por soldados salvadoreños. En 1992, representantes del gobierno salvadoreño y el FMLN firmaron los Acuerdos de Paz de Chapultepec en la Ciudad de México y fueron presididos por representantes del gobierno español.
En 2007, el rey español Juan Carlos I realizó una segunda visita a El Salvador. El Rey regresó nuevamente en 2008, acompañado por el presidente del Gobierno español José Luis Rodríguez Zapatero para asistir a la Cumbre Iberoamericana que se celebró en San Salvador. En 2010, la aerolínea española Iberia lanzó vuelos directos desde Madrid a San Salvador.
La relación bilateral goza de una excelente salud y se ha consolidado hasta convertirse en estratégica para ambas naciones, considerando el Gobierno de El Salvador a España como un amigo leal y solidario. España ha sido uno de los principales miembros del Grupo de Amigos apoyando firmemente la elaboración de la Estrategia de Seguridad. Adicionalmente, España viene apoyando muy significativamente desde 2005 la Unidad de Seguridad Democrática del SICA a través del Fondo España-SICA. La buena relación bilateral también se manifiesta en foros internacionales donde El Salvador y España se han apoyado mutuamente en múltiples candidaturas a Naciones Unidas. En el ámbito de la defensa, sigue vigente el acuerdo firmado en junio de 2008 entre los Ministerios de Defensa de El Salvador y de España, mediante el cual soldados salvadoreños se integran en el contingente español en la misión de Naciones Unidas en Líbano, FINUL.
En mayo de 2021, ambos países reforzaron sus lazos sociales y económicos.

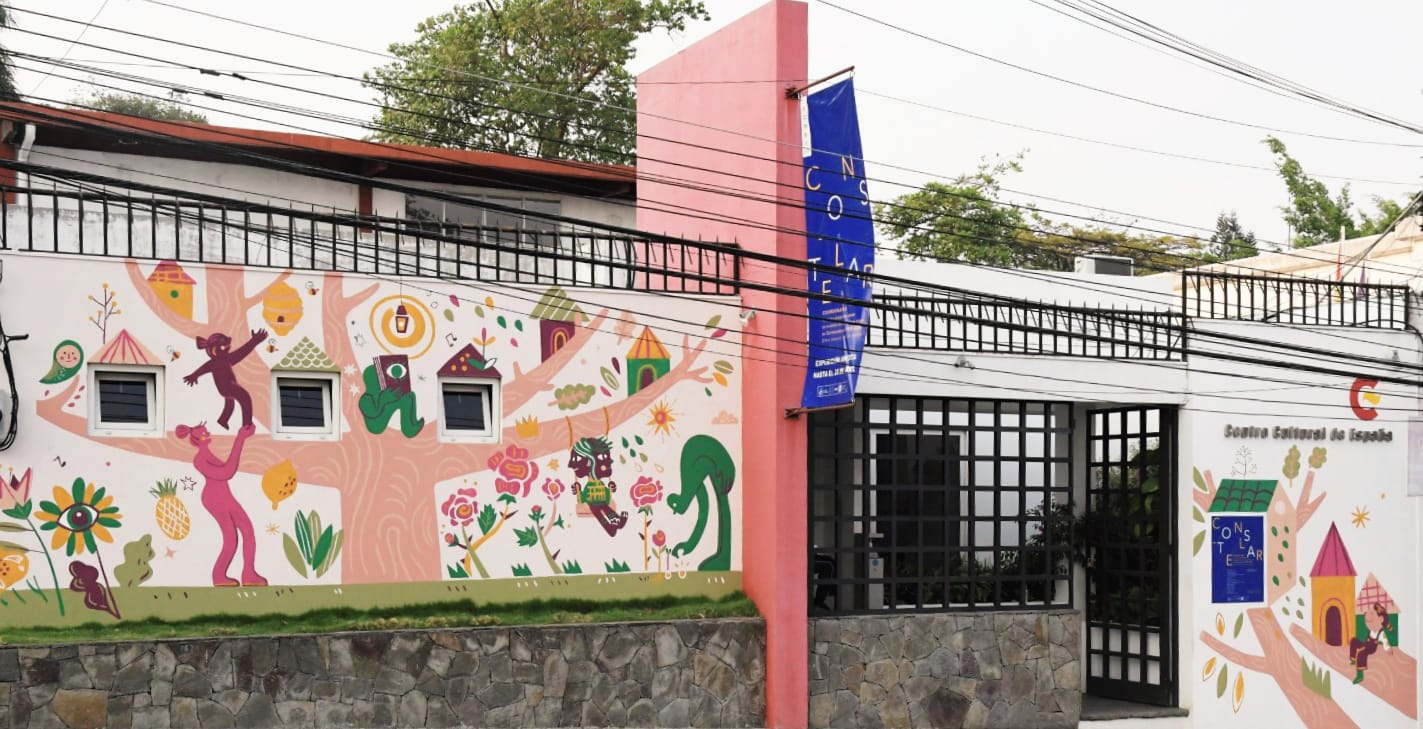
Centro Cultural de España en El Salvador.

## Cooperación
La Agencia Española de Cooperación Internacional para el Desarrollo (AECID) se instaló en El Salvador después del terremoto de 1986 y, de manera oficial desde 1987, con la firma del primer Convenio Básico de Cooperación que fue renovado en octubre de 2008. Además, El Salvador cuenta con una Oficina Técnica de Cooperación y un Centro Cultural de España en San Salvador.
España es el tercer donante en El Salvador, detrás de Estados Unidos y de la UE, seguida por Japón. Cabe destacar la ayuda de otros países europeos como Alemania y Luxemburgo. Al ser un país de desarrollo medio, no recibe el volumen de ayuda que cabría esperar para hacer frente a sus grandes bolsas de pobreza y desigualdad social.

## Relaciones bilaterales
Con los años, ambos países han firmado numerosos acuerdos y tratados bilaterales, tales como un Tratado de protección consular (1953); Acuerdo sobre exención de visa para nacionales de ambas naciones (1959); Acuerdo de cooperación científica y técnica (1988); Acuerdo sobre promoción y protección de inversiones (1996); Tratado de extradición (1997); Acuerdo de transporte aéreo (1997); y un Acuerdo para evitar la doble imposición (2008).

## Transporte
Hay vuelos directos entre ambas naciones con Iberia.

## Comercio
En 2018, el comercio entre El Salvador y España ascendió a €306 millones de euros. Las principales exportaciones de El Salvador a España incluyen: café y atún. Las principales exportaciones de España a El Salvador incluyen:  maquinaria en general, productos químicos, plásticos, fármacos, aparatos eléctricos y fundición de hierro y acero; alimentos, automóviles y cosméticos. Empresas multinacionales españolas como Mapfre y Zara operan en El Salvador.

## Misiones diplomáticas residentes
- El Salvador tiene una embajada en Madrid y consulados-generales en Barcelona y Sevilla.[17]
- España tiene una embajada en San Salvador.[18]

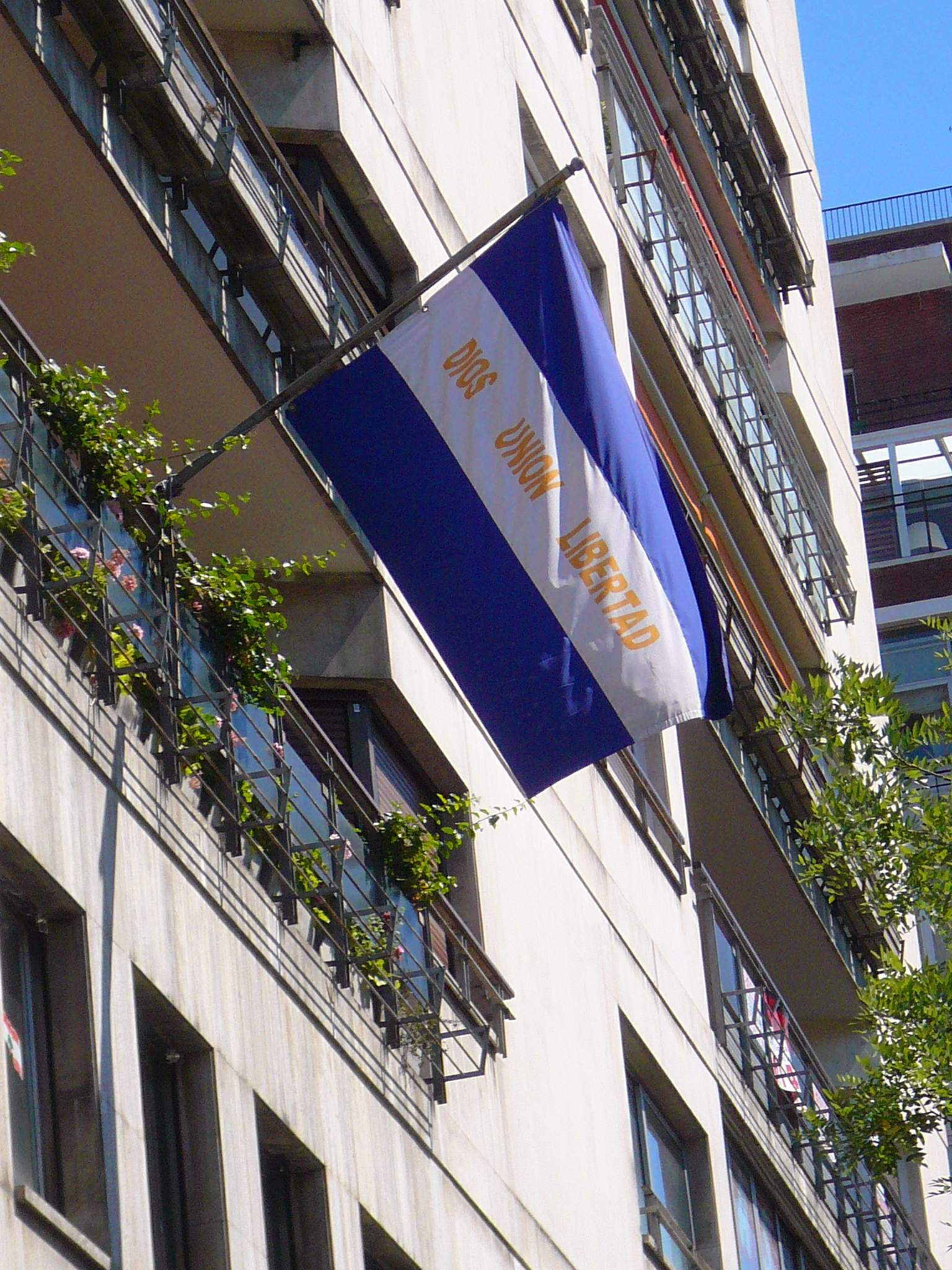
Embajada de El Salvador en Madrid.
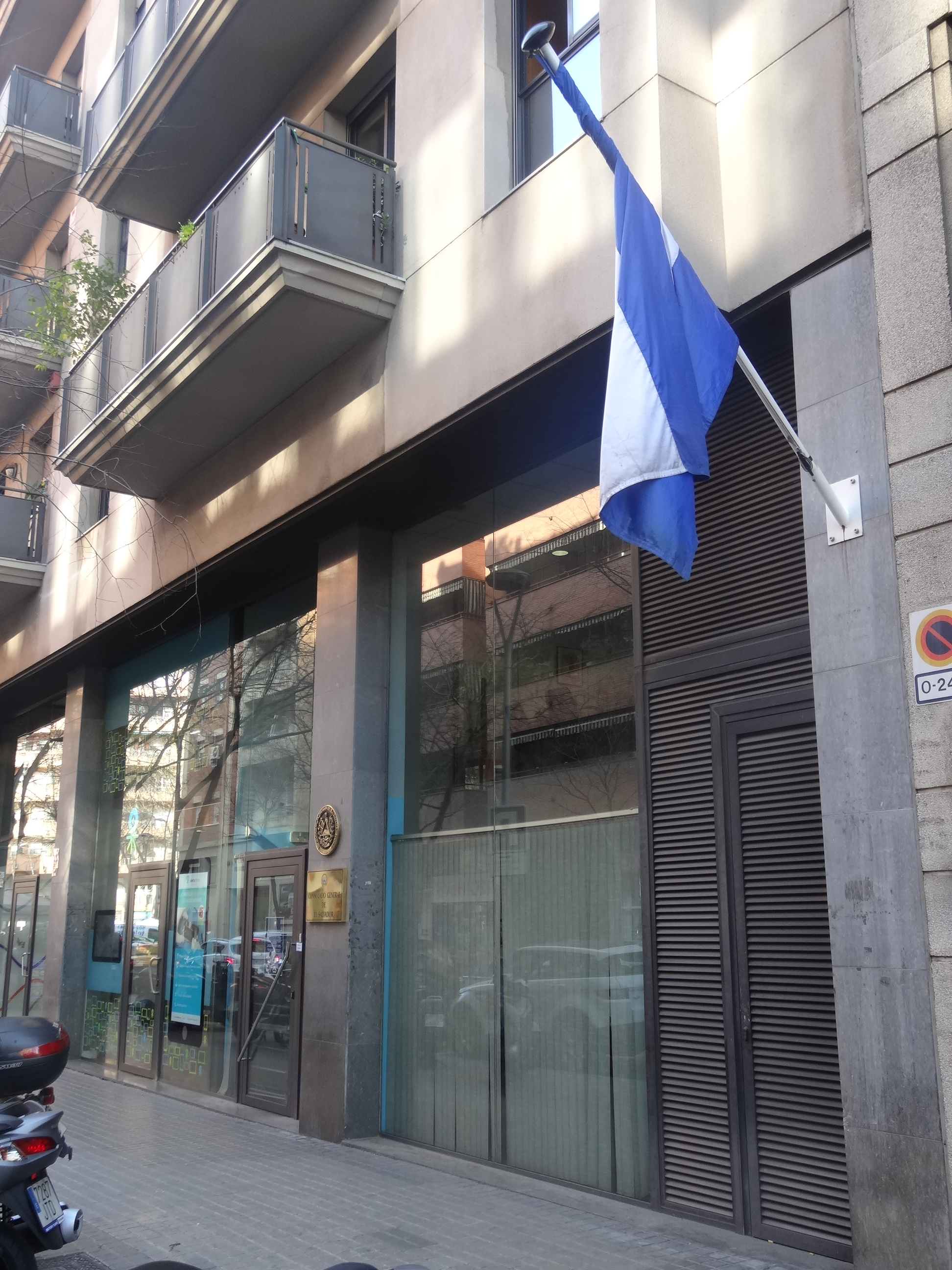
Consulado-General de El Salvador en Barcelona.
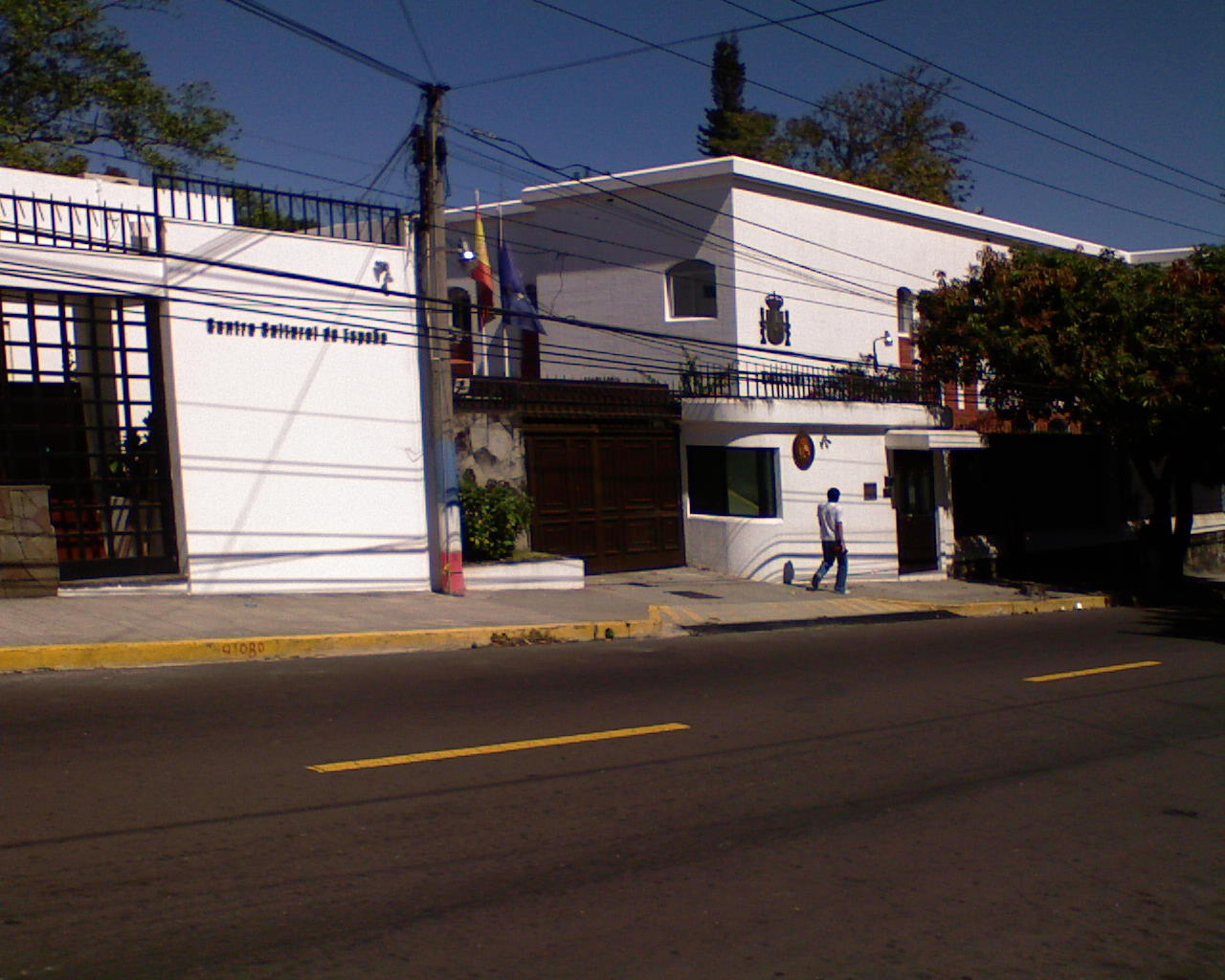
Embajada de España en San Salvador, a la par del Centro Cultural de España.